# Курия Гостилия
Курия Гостилия (Hostilia) — в республиканский период строение на Римском форуме.
В курии, расположенной около комиция, собирался Сенат. По легенде, здание было построено по поручению Тулла Гостилия, третьего царя римлян. Здание состояло из большого зала (secretarium Senatus), в котором проводились собрания Сената, зала суда специально для сенаторов, а также портика (Chalcidicum) перед основным залом. В 80 году до н. э. по приказу диктатора Суллы курия была расширена. В 52 году до н. э. здание полностью сгорело, на месте курии Гостилия Юлий Цезарь выстроил курию Юлия, которая стоит на территории форума и по сей день.